# ادی کلمپ
ادی کلمپ (انگلیسی: Eddie Clamp زادهٔ ۱۴ سپتامبر ۱۹۳۴) بازیکن فوتبال اهل انگلستان که سابقهٔ بازی در تیم ملی فوتبال انگلستان را در کارنامهٔ خود دارد. وی در تاریخ ۱۸ مه ۱۹۵۸ نخستین بازی ملی خود را در مقابل تیم ملی فوتبال شوروی انجام داد و با حضور در ۴ بازی ملی، در تاریخ ۱۵ ژوئن ۱۹۵۸ واپسین بازی ملی‌اش را در برابر تیم ملی فوتبال اتریش برگزار کرد.